# Benoît Dato
Benoît K.M. Dato né le 11 juillet 1983 à Djakotomey est un homme politique béninois. Il est depuis le 10 octobre 2023 le nouveau ministre béninois des sports.

## Biographie

### Enfance et formations
Benoît Dato naît le 11 juillet 1983 à Djakotomey dans le Couffo au sud-ouest du Bénin,,,. Il est titulaire d’une maîtrise en sciences économiques et de gestion, option management des organisations.

### Carrière
Avant d'être nommé ministre des sports,, par le président du Bénin, Benoît Dato occupe le poste de chargé des études pour les questions douanières au ministère de l’économie et des finances et de la coopération. Il remplace ainsi Oswald Homéky qui démissionne de ce poste le vendredi 06 Octobre 2023,. Bien avant ça, il a travaille dans plusieurs entreprises privées comme Benin Control, Ecobank Benin et Fiduciaire d'Afrique. 